# Journal of the Society of Tropical Agriculture
Florae Austriaceae (abreviado J. Soc. Trop. Agric.) fue una revista con ilustraciones y descripciones botánicas que fue editada en Taipéi desde el año 1929 hasta 1944 con el nombre de Journal of the Society of Tropical Agriculture. (Nettai nogaku kwaishi). Fue reemplazada por Journal of the Agricultural Association of China.